# Fabula Nova Crystallis Final Fantasy
Fabula Nova Crystallis Final Fantasy (яп. ファブラ ノヴァ クリスタリス ファイナルファンタジー фабура ноба курисутарису файнару фантадзи:) — серия японских ролевых игр, разрабатываемых компанией Square Enix. На данный момент включает следующие игры: Final Fantasy XIII (вышла в 2009 году), Final Fantasy Type-0 (вышла в Японии в октябре 2011), Final Fantasy XIII-2 (вышла в декабре 2011), Lightning Returns: Final Fantasy XIII, Final Fantasy Agito и Final Fantasy Awakening. Final Fantasy XV (ранее называвшаяся Final Fantasy Versus XIII) до 2015 года считалась частью серии, но в конечном итоге вышла из неё. Действие игр происходит в разных мирах и описывает историю разных персонажей, однако все части объединены схожей мифологией и обязательным присутствием в сюжете кристаллов. Само название Fabula Nova Crystallis переводится с латинского языка примерно как «Новое сказание о кристаллах».
Изначальное название, Fabula Nova Crystallis: Final Fantasy XIII, позже утратило число XIII, после того, как включённая в серию игра Final Fantasy Agito XIII была переименована в Final Fantasy Type-0 — авторы решили оставить её в серии, но пришли к выводу, что она никак не связана с тринадцатой частью. Сюжет базируется на понятии о «кристаллах, которые ведут мир в будущее», являющихся неотъемлемой частью всех игровых миров. Вселенная Fabula Nova Crystallis разделена надвое: так называемый Видимый мир (где живут смертные) и Невидимый (своеобразная вариация загробного мира).
Впервые о Fabula Nova Crystallis стало известно в 2006 году на выставке Electronic Entertainment Expo, разработкой занимаются разные команды разработчиков, это обстоятельство придаёт играм уникальность, характерные особенности, не свойственные друг другу. Тем не менее, во всех проектах участвует один и тот же художник Тэцуя Номура, а в отношении к Final Fantasy XV он выступает ещё и режиссёром. Разные части не одинаковы по жанру, если Final Fantasy XIII и её сиквел представляют собой классические ролевые игры, то другие больше уходят в сторону экшн. Президент Square Enix Ёити Вада сравнил серию с киноэпопеей «Звёздные войны», отметив, что её поддержка может растянуться на десятилетие. Режиссёр Final Fantasy XIII Мотому Торияма с самого начала назвал серию мультиплатформенной, игры предназначены для таких систем как PlayStation 3, Xbox 360 и PSP.

## Список игр
- Final Fantasy XIII (PS3/360/PC)
- Final Fantasy Type-0 (PSP/PS4/XONE/PC)
- Final Fantasy Agito (Android/iOS/PS Vita)
- Final Fantasy XIII-2 (PS3/360/PC)
- Lightning Returns: Final Fantasy XIII (PS3/360/PC)
- Final Fantasy XV (PS4/XONE/PC)